# 永島知洋
永島 知洋（ながしま ともひろ、1979年〈昭和54年〉2月8日 - ）は、日本のタレント、元関西ジャニーズJr.である。大阪府吹田市出身。株式会社アヴァンセ所属。

## 来歴
大阪府立吹田東高等学校中退。
以前は「お先にどうぞ」というお笑いコンビでツッコミを担当。コウメ太夫の歌手としてのユニット「小梅太夫 with High! Cheese」のダンサーとしても活動していた。
コンビ解散後、役者やレポーターとして活動。司会として、イベントのほか芸能人のファンクラブイベントなどにも呼ばれる。2023年現在は競艇（ボートレース）関連の仕事が大半を占めている。

## 人物
趣味は、プロ野球選手の背番号を覚えること、草野球、競艇。特技は、競艇の予想、ジャニーズ風ダンス、銀座高級クラブ式接客、細川たかし全般。
本人曰く「過去に関西ジャニーズJr.に在籍していたことがある」ほか、細川の付き人をやっていたことから細川にとても詳しいという。また、長年、銀座のクラブで黒服として働いていたため、テレビ朝日「草野☆キッド」出演時には「現役黒服芸人」と紹介されるなど、銀座クラブ事情にも詳しい。
プライベートでは、俳優の坂上忍と交流があり、坂上忍主宰の舞台にも多数起用されている。また競艇選手とも仲が良く交流を持つほか、オートレース選手の森且行とは森が競艇番組にゲスト出演したことを機に連絡を取り合う仲である。
2022年1月11日、自身のブログで結婚したことを発表した。
愛犬は、チワワの虎太郎。虎志郎。

## 活動内容

### レギュラー
- BSイレブン住之江ボートレース中継（BSイレブン） - ピットリポーター
- ニコニコボートレース部＠JLC（ニコ生） - メインMC
- ボートの時間!（サンテレビ） - メインMC
- アベマde週末ボートレース（2019年6月 ‐ 2020年5月、AbemaTV）不定期レギュラー

### 舞台
1998年〜2002年
- 「細川たかし特別公演」「坂本冬美特別公演」

2009年12月
- 「殺める人々」謎のお笑い芸人 役　作・演出 坂上忍　＠シアター711

2010年12月
- 「レディオドラマ」永島 知洋 役   作・演出 坂上忍　＠シアター711

2011年4月
- 「レッドカードファミリー」常滑 万次郎 役  作・演出 坂上忍　＠劇小劇場

2011年9月
- 「株式会社893」鳥谷 役  作・演出 坂上忍　＠赤坂レッドシアター

2011年12月
- 「バチェラパーティ」永島 知洋 役  作・演出 坂上忍　＠シアター711

2012年3月
- 「劇団ハーベスト旗揚げ公演開催します！」木村先生 役　＠中目黒ウッディシアター

2012年6月
- 「レッドカードファミリーリターンズ」常滑 万次郎 役  作・演出 坂上忍　＠劇小劇場

2013年1月
- 「DRUG　STORE」永島 知洋 役  作・演出 坂上忍　＠吉祥寺シアター

2013年7月
- 「マザーフッカー」支配人 役  作・演出 坂上忍　＠劇小劇場

2014年4月
- 「Re:verse 〜あの瞬間に戻れたら〜」酒井 賢治 役　　作・演出 坂上忍　＠本多劇場

### 出演（コンビ時代）
- 爆笑オンエアバトル（NHK）
- あらびき団（TBS）
- エンタの天使（NTV）
- 草野☆キッド（テレビ朝日）
- MBS漫才アワード（MBS）

### テレビ
- 潔癖クンの殺人ファイル（フジテレビ）
- 競艇LIVE（BSフジ）

### 映画
- BAD LANDS バッド・ランズ（2023年9月29日、東映 / ソニー・ピクチャーズエンタテインメント）[5]

### ラジオ
- 坂上忍 言いたい放題2014（ニッポン放送） - 番組MC

### Webアニメ
- ももまち（2019年、キジ）[6]

### CM
- サントリー「コーヒー ｣

### 著書
- 究極のボートレースガイドブック（日本文芸社、2023年9月）ISBN 978-4537221374